# Xanthopimpla quadripunctata
Xanthopimpla quadripunctata är en stekelart som beskrevs av Henri Saussure 1892. Xanthopimpla quadripunctata ingår i släktet Xanthopimpla och familjen brokparasitsteklar. Inga underarter finns listade i Catalogue of Life.